# مصباح بنت ناصر
الأميرة مصباح بنت ناصر بن علي (1884 - 15 مارس 1961)، هي زوجة الملك عبدالله الأول بن الحسين مؤسس المملكة الأردنية الهاشمية وبهذا تكون أول ملكة بالزواج للأردن. ولدت في مكة التابعة آنذاك الدولة العثمانية. وهي الابنة التوأم الكبرى للأمير ناصر باشا وزوجته السيدة ديلبر خانوم. وشقيقة الملكة حزيمة بنت ناصر ملكة العراق.

## حياتها الخاصة
في 1904 تزوجت مصباح بالشريف عبد الله بن الحسين والذي أصبح فيما بعد الملك عبد الله الأول ملك الأردن، وذلك في قصر استينيه بإسطنبول عاصمة الدولة العثمانية. أنجبت له ولدًا وبنت، وهما:
- الأميرة هيا (1907-1990)، تزوجت عبد الكريم جعفر زيد دهاوي.[بحاجة لمصدر]
- الملك طلال الأول (26 فبراير 1909م – 4 فبراير 1972م)، ثاني ملوك المملكة الأردنية الهاشمية.

## وفاتها
توفيت الملكة مصباح في 15 مارس 1961م في إربد بالأردن.

## طالع أيضًا
- قائمة ملكات الأردن